# 가훈
가훈(家訓)은 어느 집안의 집안 어른이 그 자손에게 주는 가르침을 일컫는다. 가정교훈의 준말이다. 가정의 윤리적인 지침으로서 가족들이 지켜야 할 도덕적인 덕목을 간단 명료하게 표현한 것이다.